# HD 175541
HD 175541は、へび座にある準巨星である。周囲に一つの太陽系外惑星が発見されている。

## 特徴
HD 175541は、以前は主系列星とする説もあったが、絶対等級は明らかに主系列星よりも明るく、進化が進んだ恒星と考えられる。HD 175541の質量は、太陽の1.4倍程度と見積もられており、この質量からすると、かつてはA型主系列星であったと考えられる。主系列星よりも進化した星らしく、HD 175541の彩層活動は低調である。
HD 175541は、年周視差に基づいて計算すると、太陽系からおよそ420光年離れた場所にある。しかし、グリーゼは、HD 175541の距離を78光年と見積もっており、その近傍恒星カタログにも収録され、グリーゼ736という名称が付与されている。

## 惑星系
2007年、リック天文台とケック天文台における視線速度法の観測から、HD 175541の周りに1つの惑星が発見された。この惑星HD 175541 bは、木星に近い大きさの巨大ガス惑星で、太陽系における地球くらいの軌道を、10ヶ月程の周期で公転している。
| 名称 （恒星に近い順） | 質量       | 軌道長半径 （天文単位） | 公転周期 (日)   | 軌道離心率    | 軌道傾斜角 | 半径     |
| --------------------- | ---------- | ----------------------- | --------------- | ------------- | ---------- | -------- |
| b (Kavian)            | > 0.598 MJ | 0.98                    | 298.428 ± 0.448 | 0.110 ± 0.049 | —          | 1.277 RJ |

## 名称
2019年、世界中の全ての国または地域に1つの系外惑星系を命名する機会を提供する「IAU100 Name ExoWorldsプロジェクト」において、HD 175541とHD 175541 bはイラン・イスラム共和国に割り当てられる系外惑星系となった。このプロジェクトは、「国際天文学連合100周年事業」の一環として計画されたイベントの1つで、イラン国内での選考、国際天文学連合 (IAU) への提案を経て、太陽系外惑星とその母星に固有名が承認されるものであった。2019年12月17日、IAUから最終結果が公表され、HD 175541はKaveh、HD 175541 bはKavianと命名された。Kavehは、ペルシャの詩人フィルドゥスィーの叙事詩『シャー・ナーメ』に登場する英雄の一人で鍛冶師。KavehはDerafsh Kaviani（Kavehの旗）と呼ばれる旗を手にしており、そこからKavianという名称が考えられた。